# Bocșa Montană
Bocșa Montană a fost o localitate din Banat. Prin unirea acesteia, în 1943, cu localitatea Vasiova, a luat naștere Bocșa Vasiovei, aceasta devenind ulterior cartier al orașului Bocșa.
Fiind așezată la altitudinea de 189 m peste nivelul mării și beneficiind de un aer curat și sănătos, Bocșa Montană a fost declarată stațiune climaterică prin decizia Ministerului Muncii, Sănătății și Ocrotirilor Sociale nr. 46.713 din 25 iulie 1931.

## Personalități
- József Kossak (1855 - 1922), fotograf austro-ungar;
- Gheorghe Roșcoban (n.1894 - d. secolul al XX-lea), delegat la Marea Adunare Națională de la Alba Iulia 1918
- Sándor Szurmay (n. Bocșa Montană 1860) - general de infanterie, ministru al apărării în Austro-Ungaria.